# Fuerzas especiales

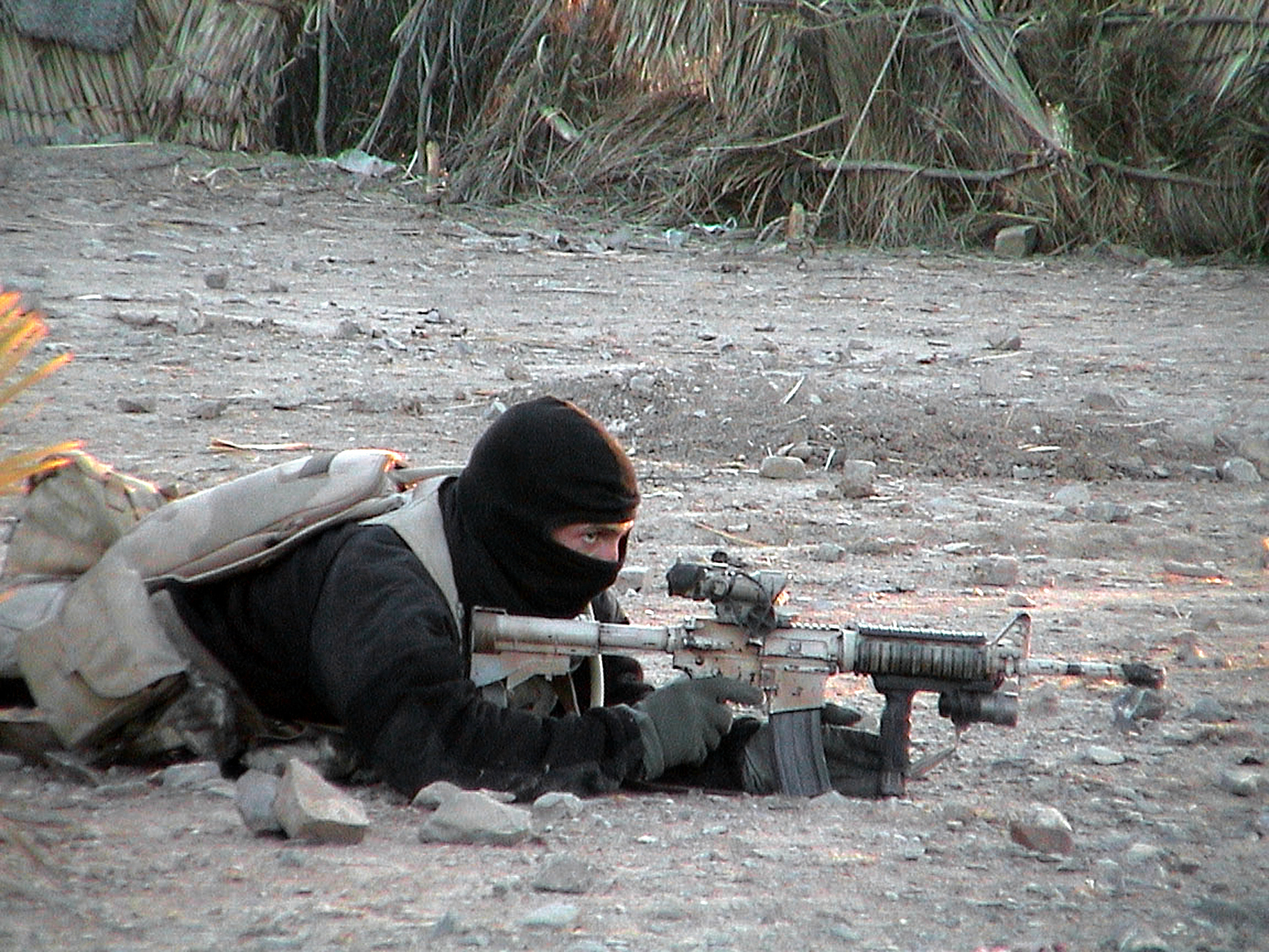
Un miembro de los Navy SEALs de Estados Unidos en Afganistán, año 2002.

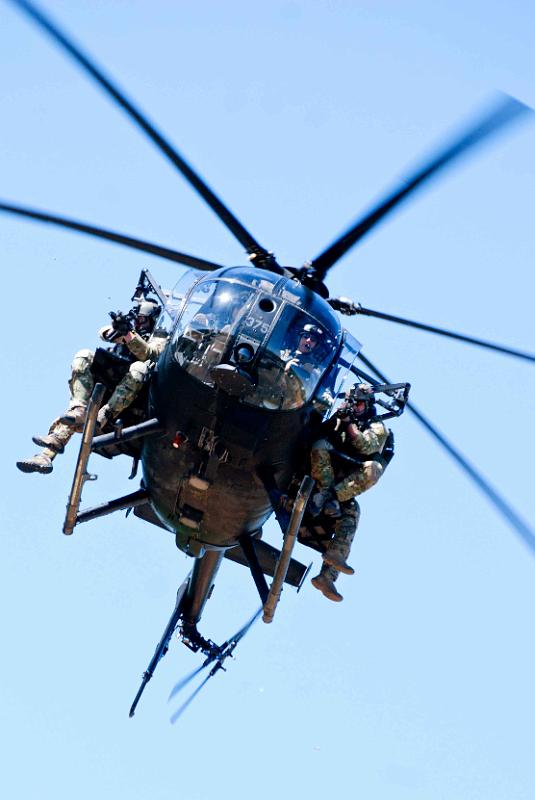
Rangers en un helicóptero MH-6 Little Bird del 160.º Regimiento de Aviación de Operaciones Especiales.

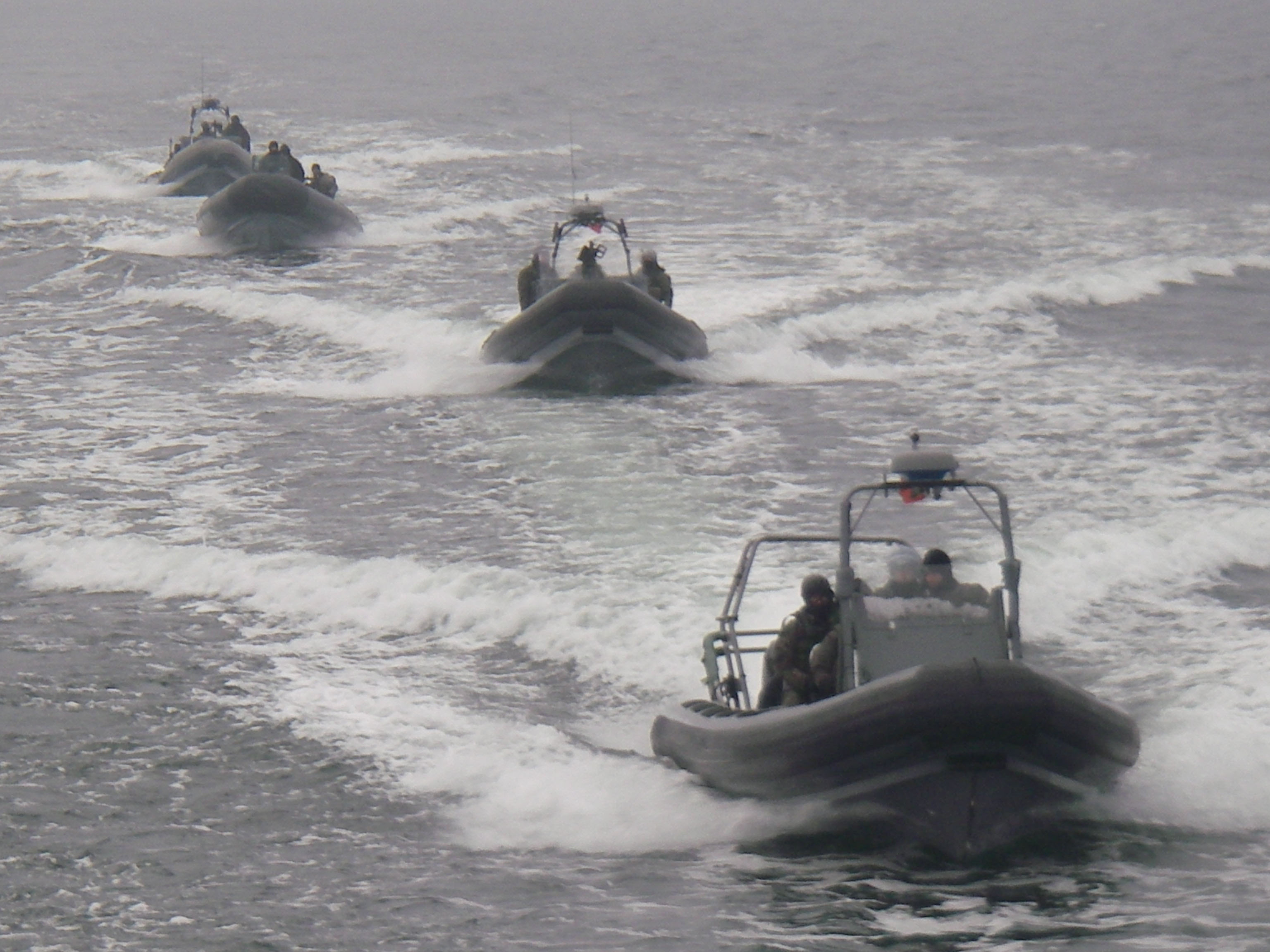
Polaco GROM y Navy SEALs de Estados Unidos ejercicios juntos en Gdansk (Polonia).

Las fuerzas especiales, fuerzas de operaciones especiales o fuerzas de élite, son unidades militares o policiales ágiles y versátiles específicamente entrenadas y formadas para llevar a cabo una serie de tareas específicas, que van desde las «operaciones especiales» dentro de un conflicto convencional a las que implican la guerra no convencional. Por lo general, las fuerzas especiales tienen una formación más amplia y con frecuencia equipos más avanzados que las fuerzas convencionales. Se adaptan para operar como fuerzas asimétricas y capaces de operar de forma independiente, o en apoyo directo de cualquiera de las fuerzas militares convencionales o de otros elementos gubernamentales. Son activos de alto valor, comandados a nivel estratégico y que ofrecen importantes resultados no proporcionados con su reducido tamaño.
Una unidad de fuerzas especiales está entrenada para llevar a cabo misiones de combate de acción directa e indirecta. Las operaciones de acción directa son operaciones ofensivas y cubren un amplio espectro de operaciones. Las operaciones indirectas son habitualmente de reconocimiento, destinadas a la obtención de información. Operan sobre la base de grupos pequeños, dependiendo de la misión, con gran autonomía.

## Selección y entrenamiento

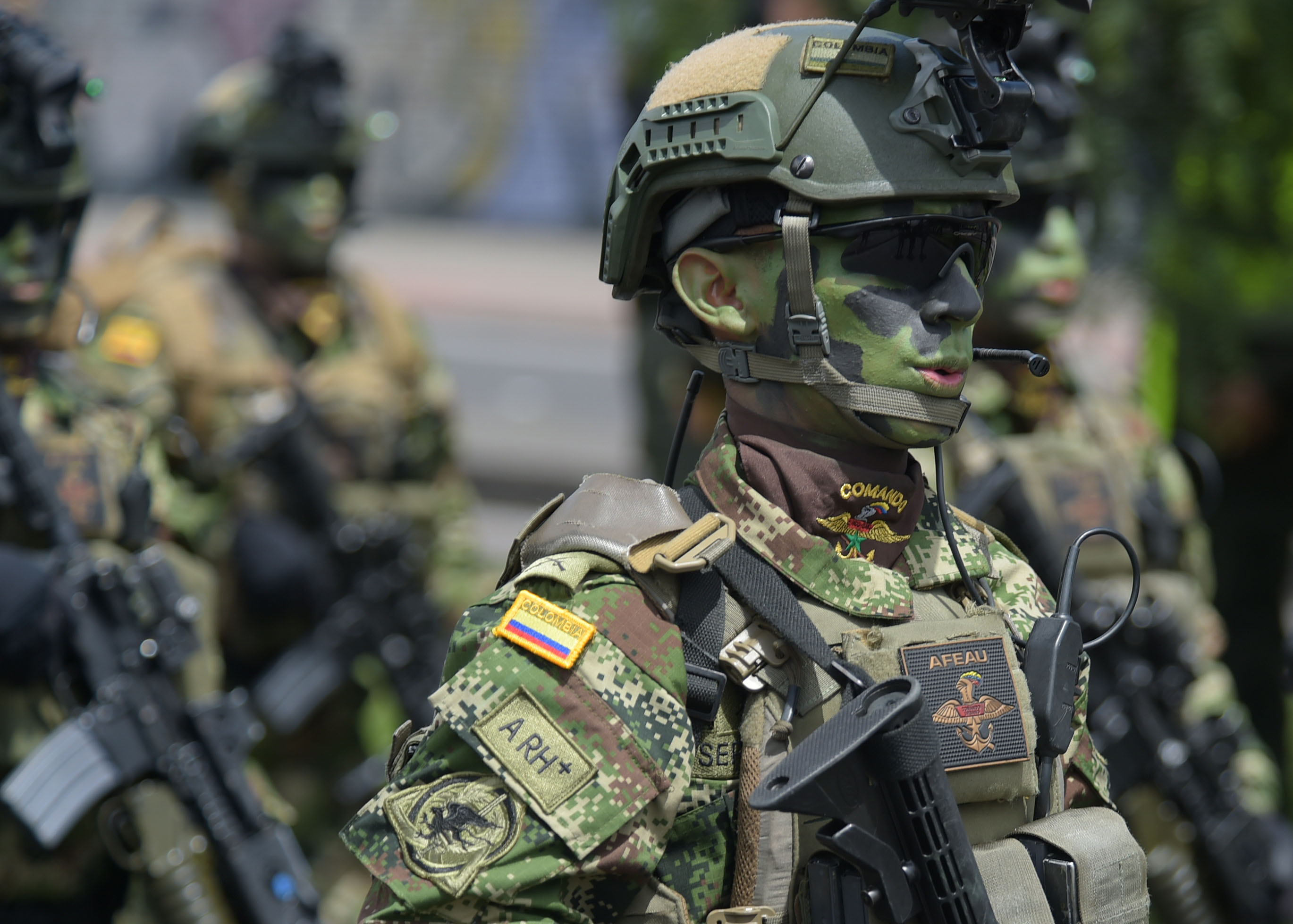
Miembro del CCOES de Colombia, a su vez miembro de la Agrupación de Fuerzas Especiales Antiterroristas Urbanas (AFEAU)

El proceso de selección para los hombres de operaciones especiales es normalmente riguroso e intensivo. Puede incluir algunos de los siguientes aspectos:
| 1- Selección: - Cubrir distancias en carrera con límite de tiempo sin equipo. - Cubrir distancias en marcha con límite de tiempo con equipo. - Cubrir distancias a nado con límite de tiempo sin equipo. - Pruebas de fuerza y resistencia aeróbica y anaeróbica. | 2- Entrenamiento: - Supervivencia en distintos ambientes. - Tiro con distintos tipos de armas. - Artes marciales. - Demoliciones. - Manifestaciones - Buceo. - Paracaidismo. - Combate nocturno. - Telecomunicaciones. - Planificación de operaciones - Rapel |

## Capacidades
Las capacidades principales de las fuerzas especiales incluyen:
- Reconocimiento en el espacio de batalla profundo.
- Entrenamiento y desarrollo de otros activos militares y de seguridad.
- Acción ofensiva.
- Preparación del espacio de batalla.
- Apoyo a la contrainsurgencia a través de la participación y apoyo de la población.
- Apoyo a las operaciones antiterroristas.
- Interrupción de rutas de logística en el espacio de batalla profundo.

## Unidades de fuerzas especiales

### Término
Según el historiador militar Simon Anglim, el concepto de fuerzas especiales ha sido insuficientemente investigado o incluso teorizado. A diferencia de la guerra en general o la insurrección en particular, que se basan en los escritos de Carl von Clausewitz o Mao Zedong, las fuerzas especiales no han sido precedidas por un teórico relevante. Además, la delimitación se complica por tres factores: en primer lugar, las doctrinas oficiales son inaccesibles debido a las medidas de secreto. En segundo lugar, la demarcación se ve difuminada por los medios de comunicación "sensacionalistas", especialmente en el cine, la televisión y los videojuegos. Por último, los oficiales al mando están expuestos a la tensión entre la política y el mando operativo; mientras que las élites políticas se acercan a las unidades de operaciones especiales con entusiasmo o incluso con expectativas desmedidas debido a su presunta o demostrada eficacia, de vez en cuando precisamente este patrocinio, el gasto comparativamente elevado de recursos y el prestigio de dichas unidades tensan la relación con los comandantes de unidades convencionales con una comprensión tradicional de sus tareas.
En la doctrina de la OTAN, las fuerzas especiales se definen de la siguiente manera: "Las fuerzas especiales (...) están (...) destinadas a operaciones militares que, debido a la naturaleza especial de la misión, al desempeño de la tarea y a la importancia de los objetivos, deben llevarse a cabo de acuerdo con principios y procedimientos diferentes de los aplicables a las operaciones de las fuerzas convencionales. Las consideraciones primordiales pueden requerir procedimientos operativos encubiertos y la aceptación de altos riesgos. Debido a las elevadas exigencias, estas fuerzas se seleccionan con especial cuidado en cuanto a personal, se entrenan y estructuran de forma especial y también utilizan equipos especiales"
En los Estados Unidos, el conjunto de las fuerzas especiales estadounidenses se denomina Special Operations Forces, ya que el término United States Army Special Forces Command (Airborne)|Special Forces]] ya está documentado allí como nombre propio de la unidad correspondiente del Ejército de los Estados Unidos. A nivel internacional y en la literatura no angloamericana, se utiliza generalmente el término Special Forces para referirse a las fuerzas especiales.
En Rusia, las fuerzas especiales ALFA y Wympel están subordinadas al servicio de inteligencia nacional Servicio Federal de Seguridad.

### Unidades de élite

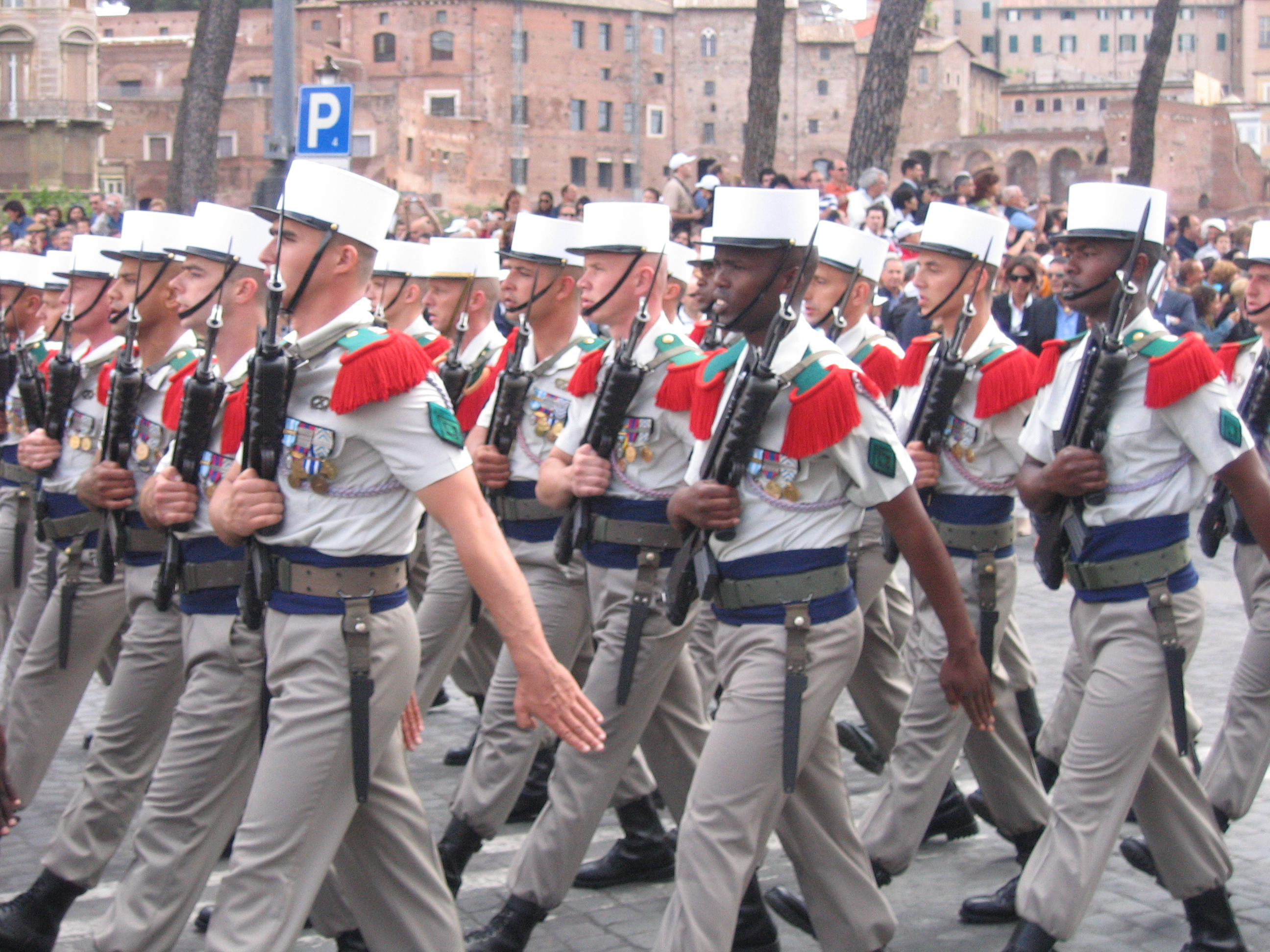
Legión Extranjera Francesa en un desfile en Roma, 2007.

El término unidad especial se utiliza a menudo de forma engañosa. No toda unidad destacada es originalmente también una unidad especial, porque los miembros de las unidades especiales suelen pertenecer a la élite de rendimiento profesional, pero a la inversa, no todas las unidades de elite son unidades especiales. 
Por lo tanto, hay que distinguir, en particular, entre las "unidades de élite" militares, que es cierto que tienen un nivel de formación elevado, procedimientos especiales de reclutamiento y selección y, por lo tanto, también un poder de combate superior a la media, y las fuerzas especiales conceptuales, que tienen una misión claramente diferente a la de los militares regulares, para la que están especialmente entrenados y equipados y que no puede ser llevada a cabo o sólo puede ser llevada a cabo de manera insatisfactoria por formaciones "normales".
Ejemplos de estas "unidades de élite" (el término unidad de élite es ahora poco común y a veces incluso mal visto en la mayoría de las fuerzas armadas y realmente sólo se utiliza en la prensa o en la literatura de divulgación científica hoy en día) son la Legión Extranjera Francesa, la Legión Española, la Infantería Ligera del Ejército de Estados Unidos. (por ejemplo, la 10.ª División de Montaña de EE. UU.), así como varios Paracaidistas de naciones individuales. Estos últimos son básicamente infantería ligera con capacidad aérea y, debido a su perfil de misión, que supone regularmente una lucha contra fuerzas enemigas superiores en solitario hasta que sea posible el relevo, están equipados con personal especialmente eficiente y motivado.

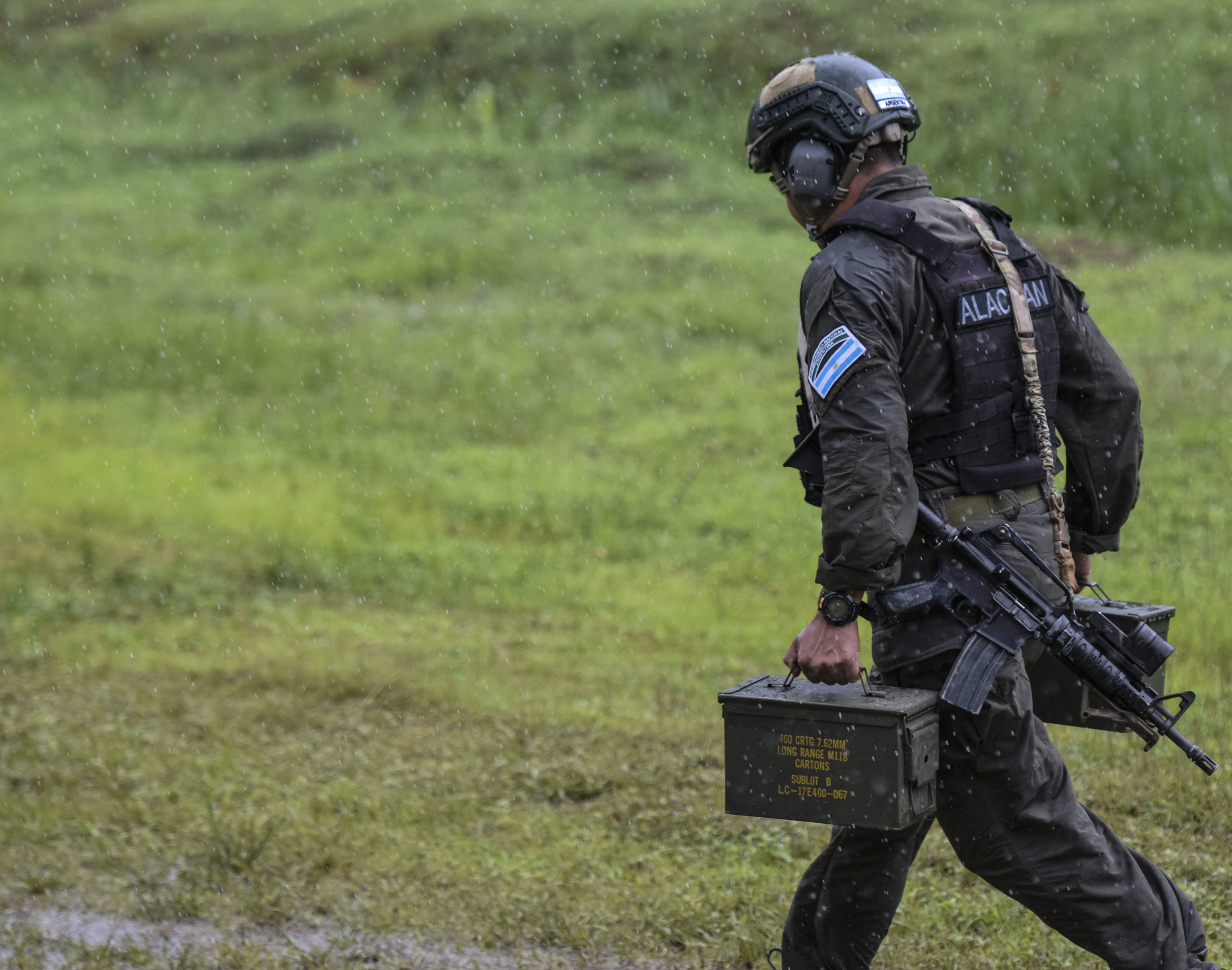
Fuerza especial Alacrán de la Gendarmería Nacional Argentina

Todas estas unidades, sin embargo, cumplen en general con las misiones militares clásicas en sentido amplio, aunque en parte tengan un entrenamiento adicional para el combate en condiciones climáticas especiales (jungla, desierto y montaña) y en parte tengan una capacidad de comando] (aunque suele limitarse a una o más Compañías o a un Batallón y no está disponible de forma generalizada).
A diferencia del Compromiso de Comandos está el Combate de Caza que es realizado por la infantería como un Tipo de Combate, antes Acción de Combate Especial, además de su rango normal de misiones de ataque y defensa. La diferencia esencial es que las unidades de comandos sólo están destinadas al uso operacional de comandos, la infantería, en particular los paracaidistas y las tropas de montaña lo hacen adicionalmente en un sentido táctico.

### Fuerzas especiales convencionales

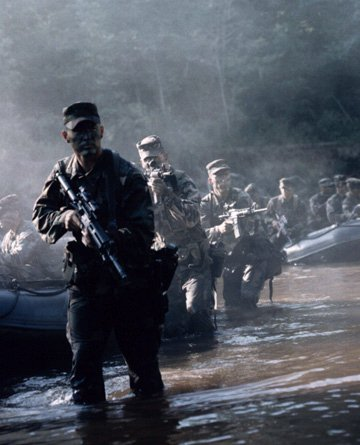
US Army Rangers on patrol

La misión de las unidades de operaciones especiales convencionales suele estar en el nivel inferior de tácticas militares. nivel y en el marco de las operaciones militares generales. Algunas misiones pueden tener una estrategia militar importancia, por ejemplo, si un centro de mando o una estación de radar enemiga puede ser destruida por una operación de comando y, como resultado, se crea una vía de entrada no segura a través de la cual la propia fuerza aérea ataca posteriormente objetivos estratégicos.
Las unidades de las Fuerzas Especiales son capaces de saltar en todo momento, entrenadas en el salto avanzado HAHO y en técnicas especiales de infiltración. Los perfiles clásicos de las misiones son las operaciones de comando, es decir, la captura selectiva, la inutilización o la destrucción de posiciones enemigas clave, como los aeródromos, los centros de comunicación y de mando, las posiciones de artillería y de misiles, los puentes, los puertos, las bases de abastecimiento, los búnkeres u otras posiciones enemigas especialmente valiosas. Las incursiones como ataque manual (Inglés direct action) se ejecutan en el frente o, tras una infiltración exitosa, en la retaguardia enemiga.
Otra área de responsabilidad es el reconocimiento táctico y la recuperación de personal y equipos detrás de las líneas enemigas con poca profundidad de penetración (normalmente hasta 30 kilómetros). Muchas de estas unidades también están entrenadas para el sabotaje y la búsqueda y rescate en situaciones de combate. (CSAR). Además, también pueden ser utilizados como observadores de avanzada y controladores aéreos de avanzada para dirigir el fuego indirecto de artillería o apoyo aéreo cercano.
Para expresar su propia imagen y su diferenciación de las unidades especiales no convencionales como el Boinas verdes, un comandante de los Rangers del Ejército de los Estados Unidos formuló su misión en una entrevista con el autor Hartmut Schauer de la siguiente manera:
Nuestra misión es matar gente y destruir cosas. [...] Somos asesinos, no ayudantes ni formadores [...].
Los representantes típicos de estos comandos clásicos (Tropas de Choque) son los Rangers del Ejército de Estados Unidos y los Batallones de Reconocimiento del USMC.

### Fuerzas especiales no convencionales

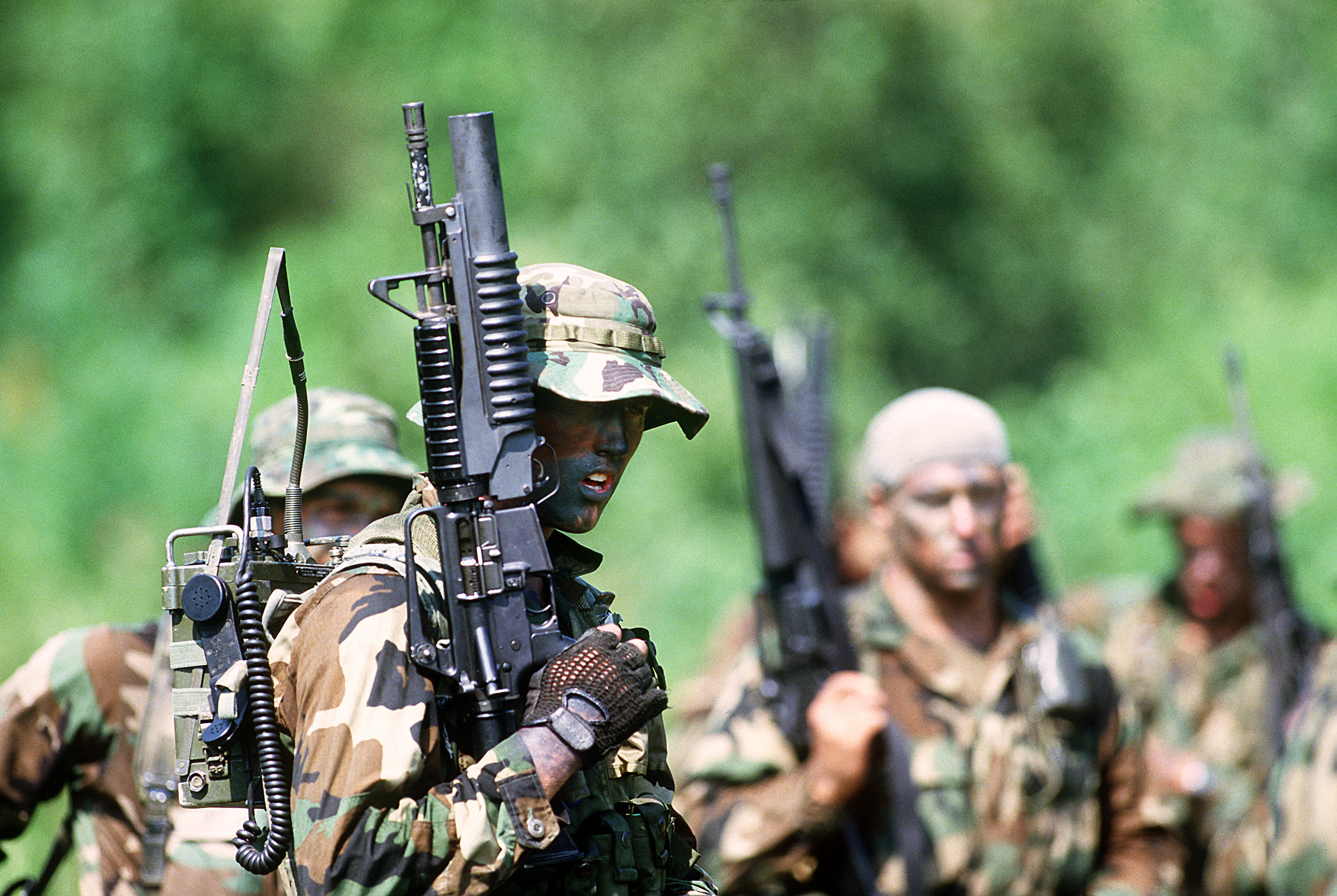
Navy SEAL con fusil de asalto CAR15 y lanzagranadas M203 montado

A diferencia de las unidades de comandos clásicas, las unidades de fuerzas especiales no convencionales tienden a operar en la clandestinidad. Esto significa que, aunque también tienen las capacidades de estas unidades (guerra de comandos clásica), no suelen operar según los principios tácticos de la infantería regular. Sus pautas de funcionamiento son más parecidas a las de la inteligencia. Esto significa que también pueden ser desplegados "de incógnito" y sin uniforme. Su formación va mucho más allá de la de una unidad de comandos clásica, ya que estas unidades no sólo sirven a perfiles considerablemente más operativos, sino que también reciben una formación lingüística y cultural para poder trabajar en la zona de operaciones y adaptarse a las condiciones del lugar.

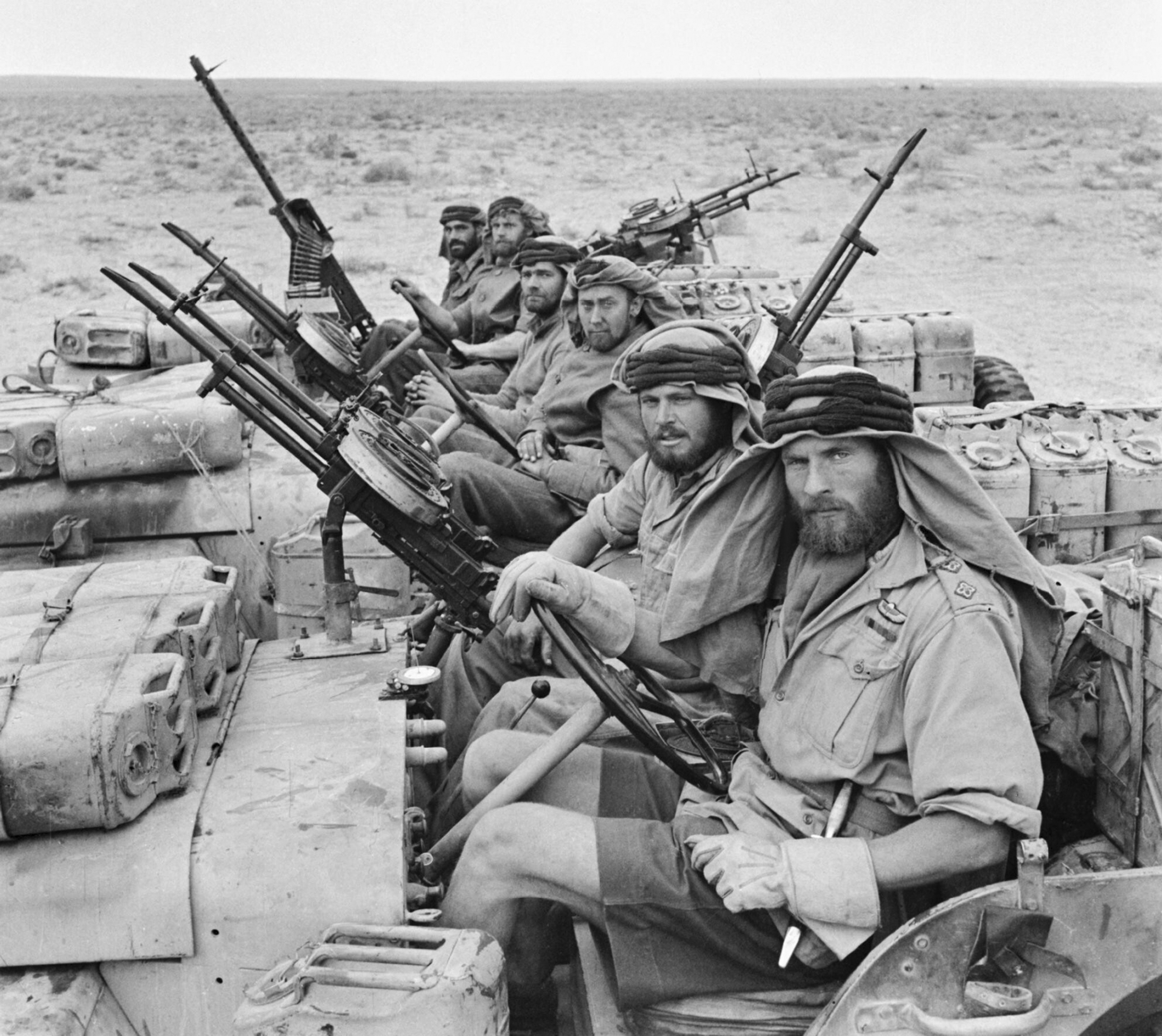
Miembros del SAS tras una patrulla (África del Norte, 1943)

Esto también significa, en contraste con las fuerzas especiales convencionales, que muchos de los patrones de despliegue de estas unidades son civiles y encubiertos, con importantes consecuencias legales para los soldados involucrados y posiblemente también para las naciones que los despliegan. Por ejemplo, la revelación verificable o incluso la captura significaría que los miembros de dichas unidades no estarían bajo la protección del Reglamento de Guerra Terrestre de La Haya y de las Convenciones de Ginebra, y por lo tanto serían considerados no combatientes formales y espías que se enfrentarían a la ejecución.
Los patrones de misión típicos son reconocimiento remoto con gran profundidad de penetración (hasta 800 kilómetros), guerra asimétrica (o noconvencional o guerra revolucionaria), guerra antiguerrilla, sabotaje y el amplio campo de la seguridad y el asesoramiento militar. En la actualidad, esto es importante, ya que los gobiernos tienen la posibilidad de influir políticamente, de forma discreta y sin necesidad de grandes contingentes militares, en los países en desarrollo y en sus regiones, lo que no es posible mediante una acción militar eficaz por parte de las fuerzas armadas o de los militares convencionales.

En el marco de estas actividades militares, además de los aspectos militares y de seguridad pertinentes, se han previsto otros aspectos. Gracias a la formación, las infraestructuras y las medidas sociales y de salud, los países se estabilizarán políticamente y se podrán establecer eventuales conflictos (intervención de la crisis). A menudo, estos elementos también están presentes en la información operativa y en la gestión civil militar.

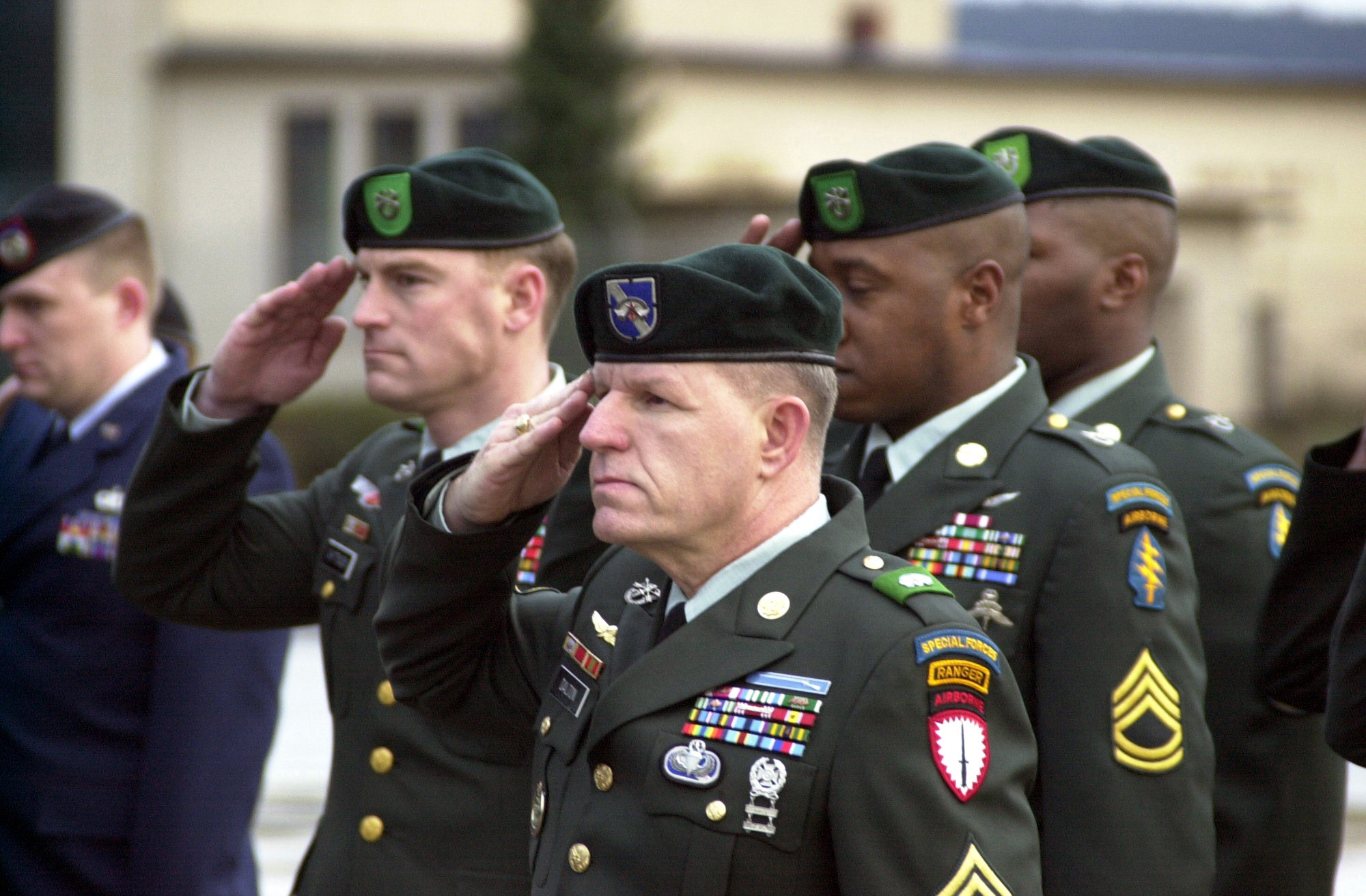
Miembros del Mando de las Fuerzas Especiales del Ejército de los Estados Unidos (Aerotransportado) (Fuerzas Especiales del Ejército de los Estados Unidos) presentan sus respetos a los compañeros caídos en la Base Aérea de Ramstein.

Se distinguen tres niveles de despliegue: asesoramiento militar en la paz, intervención en la crisis y despliegue en la guerra.
En este último caso, estas formaciones no convencionales suelen trabajar completamente solas durante meses detrás de las líneas enemigas en microgrupos, que suelen estar formados por sólo seis a doce hombres. Para ello, se esfuerzan por reclutar y entrenar a los grupos de resistencia indígenas y combatirlos en una guerra de guerrillas. (guerra significa guerra y guerrilla significa guerra a pequeña escala, actual sinónimo de guerra partisana) contra el enemigo, al que también apoyan logístico.
Otro perfil de misión de estas unidades es el rescate de rehenes y la lucha contra el terrorismo. Esto hace que, a menudo, los miembros de estas unidades actúen también como [seguridad personal de comandantes superiores o dignatarios civiles.
Debido a sus estrechos vínculos con los servicios de inteligencia (militares), estas unidades también llevan a cabo operaciones especiales (Actividades especiales) como asesinatos selectivos o el secuestro de personas, por ejemplo de una dictador o de criminales de guerra, o la realización de reconocimientos encubiertos en un país hostil. Naturalmente, estas misiones se llevan a cabo bajo un secreto especialmente estricto debido a su explosividad política. A menudo ocurre que, en caso de que se descubra y capture a los autores, se les abandona a su suerte, es decir, el gobierno en cuestión niega que los soldados sean miembros de su propio ejército.

## Fuerzas especiales
| - GSG-9 - Alemania - KSK - Alemania - 104º RMO - Argelia - 116.º RMO - Argelia - RASM - Argelia - REI - Argelia - AFOE - Argentina - APBT - Argentina - APCA - Argentina - Escuadrón Alacrán - Argentina - GEOF - Argentina - Escuadrón RAAF n.º 4 - Australia - SASR - Australia - Batallón Tonelero - Brasil - BOPE - Brasil - BOE - Chile - GOPE - Chile - AFEAU - Colombia - CCOES - Colombia | - Comandos Jungla - Colombia - COPES - Colombia - FUDRA - Colombia - GAULA - Colombia - FOECN - FOE - Corea del Norte - Avispas Negras - Cuba - Jaeger Corps - Dinamarca - IWIAS - Ecuador - Unidad 777 - Egipto - EZAPAC - España - FGNE - España - GEO - España - MOE - España - UEI - España - 75.º Regimiento Ranger - Estados Unidos - Fuerza Delta - Estados Unidos - MRR Raider - Estados Unidos - SEAL - Estados Unidos - USASF - Estados Unidos | - Commandos Marine - Francia - GIGN - Francia - RAID - Francia - El Alamein - Grecia - SDU - Hong Kong - ISOF - Irak - Quds - Irán - Army Ranger Wing - Irlanda - Brigada Oz - Israel - Duvdevan - Israel - Maglán - Israel - Sayeret Matkal - Israel - Shaldag - Israel - Shayetet 13 - Israel - Unidad 669 - Israel - Unidad Egoz - Israel - COMSUBIN - Italia - SAT - Japón - PASKAL - Malasia | - CFE - México - FEC - México - FSK - Noruega - KJK - Noruega - GROM - Polonia - JWK - Polonia - Companhia de Precursores - Portugal - SAS - Reino Unido - SBS - Reino Unido - SRR - Reino Unido - SFSG - Reino Unido - Spetsnaz - Rusia - OKK - Turquía - Grupo Omega - Ucrania - Unidad A0553 - Ucrania - USFC - Uganda |